# BloodPop
Майкл Та́кер (англ. Michael Tucker), известный как BloodPop — американский музыкант, автор песен и продюсер. Продюсер или автор нескольких десятков альбомов и синглов для таких исполнителей как Бритни Спирс, Леди Гага, Джастин Бибер, Мадонна и других.

## Биография
См. также «BloodPop Biography» в английском разделе.
Родился 15 августа 1990 года в Канзас-Сити (Миссури, США). В школе начал учиться играть на гитаре под руководством Коди Критчелоу, научился создавать музыку в подвале дома своих родителей, когда учился в Kansas City Art Institute. В конце 2000-х он переехал в Ванкувер, чтобы изучать видеоредактирование и общаться с коллегами по творчеству, часто выступая диджеем на школьных вечеринках.
После переезда в Лос-Анджелес и используя псевдонимы Blood и Blood Diamonds, Такер начал работать с известными музыкантами. Вместе с канадской певицей Граймс работал с её дебютном мини-альбомом 2011 Phone Sex (и позднее над треком 2014 года Go, получившим несколько номинаций), он также делал несколько официальных ремиксов треков таких исполнителей как Кендрик Ламар, Бейонсе, Ellie Goulding и Major Lazer. В 2014 году был соавтором нескольких песен для 13-го студийного альбома Мадонны Rebel Heart. В 2015 году Такер продюсировал мировой хит Sorry из четвёртого альбома Джастина Бибера Purpose. Такер продюсировал треки для певицы Бритни Спирс, группы Fifth Harmony, певицы Hana, работал над альбомом Леди Гаги 2016 года Joanne, вместе с Марком Ронсоном и австралийским музыкантом Кевином Паркером из группы Tame Impala. Тогда же Такер начал работать под именем BloodPop, работая  в конце года над песней Джона Ледженда What You Do to Me. Через год выпустил ремикс Little of Your Love поп-трио Haim, а также сингл в соавторстве созданный с Джастиным Бибером, названный Friends. В 2019 году  Tucker выпустил свой дебютный сольный сингл Newman под псевдонимом BloodPop, а также работал над песней Post Malone Internet.
В 2020 году Такер продюсировал шестой студийный альбом Леди Гаги Chromatica, включая лид-сингл «Stupid Love».

## Дискография
См. также «BloodPop discography» в английском разделе.

## Награды и номинации
| Год  | Награда                 | Категория            | Работа                               | Результат |
| ---- | ----------------------- | -------------------- | ------------------------------------ | --------- |
| 2015 | Much Music Video Awards | Video of the Year    | Grimes (feat. Blood Diamonds) — «Go» | Номинация |
| 2015 | Much Music Video Awards | Best Post-Production | Grimes (feat. Blood Diamonds) — «Go» | Номинация |
| 2015 | Much Music Video Awards | Best Director        | Grimes (feat. Blood Diamonds) — «Go» | Номинация |
| 2017 | Grammy Awards           | Album of the Year    | Purpose (под именем «Blood»)         | Номинация |